# BIC Humboldt
Le BIC Humboldt est un navire océanographique de la marine péruvienne appartenant à l'IMARPE (Institut de la mer du Pérou).
Il porte le nom du célèbre naturaliste allemand Alexander von Humboldt.

## Histoire
Il a été construit au SIMA (Servicios Industriales de la Marina) de Callao en coopération avec le gouvernement allemand. Le BIC Humboldt a été conçu et construit selon les critères de l'IMARPE (Instituto del Mar del Peru). Mis en œuvre avec l'équipement et de la technologie scientifique des instruments les plus modernes, il peut accueillir jusqu'à 100 personnes, y compris l'équipage et le personnel scientifique.
En 1989, il a fait l'objet d'un renforcement de la coque et d'autres modifications et améliorations après un accident en face de l'île du Roi-George dans l'Antarctique.
En 2010, le navire a subi un processus d'entretien général, un nouveau renforcement de la coque en acier de haute résistance, le remplacement du moteur et la modernisation de l'ensemble de ses systèmes, répondant aux strictes normes internationales pour les navires de recherche polaire. 

### Mission
Il a visité l'Antarctique à de nombreuses reprises pour assistance à la base antarctique Machu Picchu. 
Depuis 2012, le BIC Humboldt peut faire ses recherches scientifiques directement de son bord grâce à son équipement moderne qui fait du navire une base de recherche intégrée. En mars 2014, il a achevé sa 22e expédition scientifique en Antarctique.

### Note et référence
- (es) Cet article est partiellement ou en totalité issu de l’article de Wikipédia en espagnol intitulé « BIC Humboldt » (voir la liste des auteurs).